# Bergtatt - Et Eeventyr i 5 Capitler
Bergtatt - Et Eeventyr i 5 Capitler ("Catturata dalla montagna - Una favola in 5 capitoli") è un concept album, pubblicato nel 1995 dalla band norvegese Ulver.
Interamente cantato in norvegese, è l'album di debutto della band, dopo la pubblicazione del demo Vargnatt ("notte del lupo"), ed è considerato tra i migliori album black metal.
La copertina è un dipinto di Tania Stene (autrice di molte delle copertine dei gruppi black metal).

## Il disco
L'album è basato su un'antica leggenda norvegese che narra la storia di una fanciulla, Pige (lett. "ragazzina"), e del suo perdersi in un'antica foresta. Tutto l'album è pervaso di una generale atmosfera ispirata al Romanticismo, ed ai suoni crudi tipici del genere si affiancano strumenti classici quali flauti, cori ed un pianoforte. Il testo è in riksmål, un norvegese ormai obsoleto, anche nella grafia molto vicina al danese, da cui è derivato l'odierno bokmål.
Bergtatt (termine norvegese che letteralmente vuol dire "presa/catturata dalla montagna", ma significa anche "stregata", e si rifà alla credenza che gli esseri fatati della natura attirassero e catturassero gli uomini nelle loro dimore sotto le montagne) narra la storia di Pige, che si perde in una remota foresta abitata da strane presenze per non fare più ritorno.
Nella prima traccia I Troldskog faren vild (Sperduta nella foresta dei troll), assistiamo all'allontanarsi della protagonista.
La seconda traccia è costruita secondo lo stesso schema descrittivo: Soelen gaaer bag Aase need (Il sole tramonta dietro la collina).
La vicenda raggiunge l'apice della tensione nella traccia Graablick blev hun vaer (Il suo sguardo si fece grigio), che narra dell'intensificarsi delle presenze oscure. Il crescendo musicale palesa il crescente terrore della ragazza, e culmina con il rumore di passi di Pige all'interno del bosco. Una lieve melodia di pianoforte sullo sfondo fa da introduzione alla quarta canzone.
Een Stemme locker (Una voce attira) è un intermezzo quasi strumentale dove la voce di Pige duetta con toni a metà tra il canto ed il parlato. La voce cupa, profonda ed ipnotica di Garm e la melodia solenne e drammatica delle chitarre acustiche descrivono il giungere della ragazza davanti a una caverna, nella quale la voce la invita suadente ad entrare.
L'album si conclude con Bergtatt - ind i Fjeldkamrene (Presa dalla montagna - (Entrando) nelle camere della montagna), in cui si chiude la storia della perdizione di Pige.
Bergtatt non venne pubblicato in LP; qualche anno più tardi, nel 1998, la Head Not Found distribuì un cofanetto chiamato The Trilogie - Three Journeyes through the Norwegian Netherworlde con i picture disk dei primi tre full-length degli Ulver.

## Tracce
1. Capitel I - I Troldskog Faren Vild – 7:51
2. Capitel II - Soelen Gaaer Bag Aase Need – 6:34
3. Capitel III - Graablick Blev Hun Vaer – 7:45
4. Capitel IV - Een Stemme Locker – 4:01
5. Capitel V - Bergtatt - Ind I Fjeldkamrene – 8:06

## Formazione

### Gruppo
- Kristoffer Rygg (Garm) - voce
- Håvard Jørgensen (Haavard) - chitarra
- Torbjørn Pedersen (Aismal) - chitarra
- Hugh Steven James Mingay (Skoll) - basso
- Erik Olivier Lancelot (AiwarikiaR) - batteria

### Altri musicisti
- Steinar Sverd Johnsen (noto anche come Sverd) - pianoforte
- Lill Katherine Stensrud - flauto e voce